# Joeja

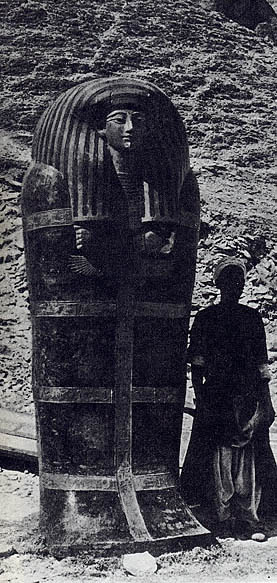
Egyptenaar staat naast de sarcofaag van Yuya
(ca. 1905-1907)

Joeja (ook bekend als Yuya en Yia) was een belangrijke zakenman uit de 18e dynastie van het oude Egypte. Samen met zijn vrouw werd hij begraven in het Dal der Koningen.

## Leven
Joeja was een man van adel, die mogelijk oorspronkelijk niet uit Egypte maar uit Azië stamde. Onder Thoetmosis IV werd hij benoemd tot de belangrijkste adviseur van de farao en ook onder Amenhotep III voerde hij deze functie uit. Hij was naast Jozef de enige persoon in het Oude Egypte die de titel Geliefde Vader van de Farao droeg.
Joeja was getrouwd met Toeja, een Egyptische edelvrouw. Ze hadden een dochter, Teje, die op haar beurt de eerste vrouw was van farao Amenhotep III. Er zijn egyptologen die beweren dat Joeja en Toeja ook de ouders zijn van generaal Eje, maar dat is niet met zekerheid te zeggen.
Joeja en Toeja werden gemummificeerd en begraven in DK 46, een graf in het Dal der Koningen. In 1905 werd het graf van de twee ontdekt door James E. Quibell.

## Gelijkenis met aartsvader Jozef
Achmed Osman beweert in zijn boek Out of Egypt dat Joeja dezelfde persoon is als Jozef uit de Hebreeuwse Bijbel en Yusuf uit de Koran. Volgens hem was Joeja, evenals Jozef, waarschijnlijk geen Egyptenaar, maar een Aziaat. Hij meent dit te kunnen zien aan Joeja's gelaatstrekken.
Bovendien stammen Joeja en Jozef uit dezelfde tijd, waren ze geen van beiden van koninklijke afkomst en lijkt de ja van de naam Joeja in hiërogliefen erg veel op sef' in de naam Joesef. Aan de andere kant schrijft Exodus, het tweede boek uit de Thora echter dat de Israëlieten het lichaam van Jozef na zijn dood naar Kanaän brachten. Op grond van de Bijbel is het onmogelijk dat Jozefs lichaam in Egypte werd gevonden. Wetenschappers nemen de speculaties ook niet al te serieus; alles wat er tot nog toe bekend is over de achtergrond van Joeja wijst er volgens egyptologen op dat hij uit Achmim in Opper-Egypte komt.